# 2061
- Wikisource

| Calendário gregoriano                                                        | 2061 MMLXI                          |
| Ab urbe condita                                                              | 2814                                |
| Calendário arménio                                                           | 1511 – 1512                         |
| Calendário bahá'í                                                            | 217 – 218                           |
| Calendário budista                                                           | 2605                                |
| Calendário chinês                                                            | 4757 – 4758 Início a 21 de janeiro  |
| Calendário copta                                                             | 1777 – 1778                         |
| Calendário etíope                                                            | 2053 – 2054                         |
| Calendários hindus - Vikram Samvat - Calendário nacional indiano - Cáli Iuga | 2116 – 2117 1982 – 1983 5161 – 5162 |
| Calendário Holoceno                                                          | 12061                               |
| Calendário islâmico                                                          | 1484 – 1485                         |
| Calendário judaico                                                           | 5821 – 5822                         |
| Calendário persa                                                             | 1439 – 1440 Início a 20 de março    |
| Calendário rúnico                                                            | 2311                                |
| Calendário solar tailandês                                                   | 2604                                |

2061 (MMLXI, na numeração romana) será um ano comum do século XXI que começará num sábado, segundo o calendário gregoriano. A sua letra dominical será B. A terça-feira de Carnaval ocorrerá a 22 de fevereiro e o domingo de Páscoa a 10 de abril. Segundo o horóscopo chinês, será o ano da Serpente, começando a 21 de janeiro.

| Evento                                                   | Data            | Hora  |
| -------------------------------------------------------- | --------------- | ----- |
| Aquário                                                  | 19 de janeiro   | 13:42 |
| Peixes                                                   | 18 de fevereiro | 03:43 |
| primavera no hemisfério norte e outono no hemisfério sul |                 |       |
| Carneiro/equinócio                                       | 20 de março     | 02:26 |
| Touro                                                    | 19 de abril     | 13:06 |
| Gémeos                                                   | 20 de maio      | 11:52 |
| verão no hemisfério norte e inverno no hemisfério Sul    |                 |       |
| Caranguejo/solstício                                     | 20 de junho     | 19:32 |
| Leão                                                     | 22 de julho     | 06:20 |
| Virgem                                                   | 22 de agosto    | 13:33 |
| Outono no Hemisfério Norte e Primavera no Hemisfério Sul |                 |       |
| Balança/equinócio                                        | 22 de setembro  | 11:31 |
| Escorpião                                                | 22 de outubro   | 21:17 |
| Sagitário                                                | 21 de novembro  | 19:14 |
| inverno no hemisfério norte e verão no hemisfério sul    |                 |       |
| Capricórnio/solstício                                    | 21 de dezembro  | 08:49 |

| UTC: Portugal Continental, Madeira, Guiné-Bissau e São Tomé e Príncipe Subtrair (-): 1 h nos Açores e Cabo Verde 2 h nas Ilhas oceânicas brasileiras 3 h em Brasília, em Goiás, na Amazônia Oriental Brasileira e no nordeste, sudeste e sul brasileiros 4 h na Amazônia Ocidental Brasileira, Mato Grosso e Mato Grosso do Sul 5 h no Acre e sudoeste do Amazonas Adicionar (+): 1 h em Angola e Guiné Equatorial 2 h em Moçambique 8 h em Macau 9 h em Timor-Leste. |
| Adicionar uma hora durante a vigência do horário de verão: Portugal Continental : De 27 de março a 30 de outubro de 2061 |

| Ano completo                   |
| ------------------------------ |
| Ano comum com início ao sábado |

## Eventos esperados e previstos
- Ano da Serpente, segundo o Horóscopo chinês.

Abril
- 4 a 5 de abril - Eclipse lunar total[1]
- 20 de abril - Eclipse solar total[2]

Setembro
- 28 a 29 de setembro - Eclipse lunar total[3]

Outubro
- 13 de outubro - Eclipse solar anular[4]